# Alada Vila Servan
Alada Vila Servan   (Barcelona, 1994) és una actriu i professora d'interpretació catalana.
Formada als tallers de teatre Sílvia Servan, és coneguda per la seva participació en les sèries de TV3 com Majoria Absoluta (2002-2004), en la que va interpretar el paper de Norma, i Polseres Vermelles (2011), en la que va interpretar el paper d'Olga. Va formar part de Blog, en la que interpreta el paper d'Àurea, i el paper d'Arual petita al curtmetratge La ruta natural (2004) guanyador del premi del jurat al millor curtmetratge internacional del festival de Cinema de Sundance l'any 2006.